# Macdunnoughia xizangensis
Macdunnoughia xizangensis är en fjärilsart som beskrevs av Chou och Lu 1980. Macdunnoughia xizangensis ingår i släktet Macdunnoughia och familjen nattflyn. Inga underarter finns listade i Catalogue of Life.